# Circle in the Sand
Circle in the Sand è un singolo della cantante statunitense Belinda Carlisle, pubblicato nel 1988 come terzo estratto dall'album Heaven on Earth.

## Il brano
L'autrice dei testi, Ellen Shipley, ha spiegato che l'immagine alla base del brano le è venuta dopo aver passato un giorno seduta sulla spiaggia a disegnare cerchi nella sabbia.
Vede la partecipazione del tastierista Thomas Dolby in un assolo di sintetizzatore.

## Video
Il video musicale del brano, diretto da Peter Care, mostra Belinda che canta con varie scene di spiagge sullo sfondo. Facendo uso di trucchi di video editing mostra immagini della cantante su fogli di carta appesi ad un filo per i panni teso sulla spiaggia, con le onde dell'oceano sullo sfondo.

## Tracce
Vinile 7" UK
1. Circle in the Sand – 3:40 (Ellen Shipley, Rick Nowels)
2. Circle in the Sand (Seaside Mood Groove Mix) – 3:51

CD singolo EU
1. Circle in the Sand (7" Version) – 3:40
2. Circle in the Sand (Seaside Mood Groove Mix) – 3:51
3. Circle in the Sand (Sandblast Multi-mix) – 5:18
4. Circle in the Sand (Beach Party Mix) – 7:07

## Formazione
Musicisti
- Belinda Carlisle – voce
- Rick Nowels – tastiere, drum machine
- Thomas Dolby – tastiere
- Charles Judge – tastiere, drum machine
- John McCurry - chitarra
- John Pierce – basso

## Classifiche
| Classifica (1988) | Posizione massima |
| ----------------- | ----------------- |
| Canada (RPM)      | 5                 |
| Regno Unito       | 4                 |
| Stati Uniti       | 7                 |